# Boca Raton
Boca Ratón es una ciudad estadounidense ubicada en el condado de Palm Beach en el estado de Florida. En el Censo de 2010 tenía una población de 84 392 habitantes y una densidad poblacional de 1041,45 personas por km². Cerca de 120.000 personas viven en las áreas no incorporadas de la periferia de la ciudad, por lo que la población con el código postal de Boca Ratón es de aproximadamente 200.000 personas. Boca Raton es la ciudad más grande entre West Palm Beach y Pompano Beach. El 2 de noviembre de 2004, los votantes de la asociaciones de Vía Verde, Waterside, Deerhurst (Boca South), Marina del Mar, Río del Mar y la asociación de condominios de Heatherwood de Boca Raton, aprobaron su anexión a los límites de la ciudad de Boca Raton, aumentando el área de la ciudad a 76,7 km² (29,6 millas cuadradas). De acuerdo con las estimaciones del censo de los Estados Unidos de América en 2005, la ciudad tenía una población de 86.629 habitantes.

## Geografía
Boca Ratón se encuentra ubicada en las coordenadas 26°22′22″N 80°6′23″O / 26.37278, -80.10639. Según la Oficina del Censo de los Estados Unidos, Boca Ratón tiene una superficie total de 81,03 km², de la cual 75,97 km² corresponden a tierra firme y (6,25 %) 5,07 km² es agua. Boca Raton es una "ciudad principal" (según lo define la Oficina del Censo) del área metropolitana del Sur de la Florida.

## Historia
Señalado en los primeros mapas como "Boca Ratones", mucha gente erróneamente traduce el nombre a inglés como "Rat's Mouth". Una de las acepciones en español para 'boca es ensenada (mouth, en inglés, mientras que ratón (mouse, en inglés) era usada por los navegantes españoles para describir a las rocas que raspan o rompen los barcos. El nombre Boca Ratones originalmente aparece en los mapas del siglo XVIII asociado a una ensenada en el área de la bahía Vizcaína en Miami. A inicios del siglo XIX, el término fue erróneamente trasladado al norte en muchos mapas y posteriormente designado al lago Boca Raton.
La historia reciente de la ciudad comienza con el hotel Addison Mizner de Boca Raton. El "hotel rosado" aún es visible varios kilómetros a la redonda como un edificio del paseo marítimo. El vecindario de Pearl City en Boca Raton se estableció originalmente como hogar para el personal de servicio del hotel. Los granjeros japoneses de la Colonia Yamato transformaron la zona oeste de la ciudad en plantaciones de piñas alrededor de 1904. Durante la Segunda Guerra Mundial muchos de sus terrenos fueron confiscados y usados como sitio de pruebas para los bombarderos B-29. Los terrenos de la base aérea fueron donados para convertirse en los terrenos de la Universidad de Florida Atlantic, del cual muchos de sus estacionamientos eran pistas de aterrizaje de la base, mientras que parte de la base ahora es usada por el Aeropuerto de Boca Raton. La herencia japonesa de la Colonia Yamato es recordada en la calle Yamato (calle 51 NO) al norte del aeropuerto y en el museo Morikami y los jardines japoneses del noroeste de la ciudad.
El resort Boca Raton y Club Tower tiene una altura de 91 metros, posee 28 pisos, y fue completado en 1969. Es el edificio más alto en Boca Raton. Boca Raton fue sitio de dos parques de diversiones actualmente desaparecidos, Africa U.S.A. (1953-1961) y Ancient America (1953-1959). Africa U.S.A. era un parque de animales salvajes en el cual los turistas recorrían en un "Jeep Safari Train" todo el parque. Ahora es la subdivisión Jardines Camino, una milla al oeste del hotel Boca Raton. Ancient America fue construido rodeando un túmulo donde se ubica un cementerio real de los indios Calusa. Actualmente el montículo puede apreciarse desde la carretera 1 de EE. UU. cerca de calle Yamato.
A fines de la década de 1960, Boca Raton se convirtió en la sede sureña de la Compañía International Business Machines, SA. En 1965, con la extensión de la ruta I-95 al sur de Florida, IBM compró varios cientos de hectáreas de bienes raíces justo al oeste de la línea ferroviaria de CSX, al noroeste de la Universidad de Florida Atlantic. La construcción del complejo principal de IBM comenzó en 1967, y el complejo de oficinas estuvo terminado en marzo de 1970. El centro estaba diseñado para ser autosuficiente y para ello tenía su propia subestación eléctrica, estaciones de bombeo de agua, etc. Allí se produjo la fabricación en masa de los equipos System/360. IBM fue el lugar de nacimiento del PC IBM, el cual luego evolucionó en el IBM Personal System/2. En 1987, IBM reubicó sus fábricas que se fueron a IBM PC Company al parque de investigaciones de Triangle, Carolina del Norte, y convirtió las suntuosas dependencias de manufacturas en oficinas y laboratorios, produciendo luego grandes productos, tales como el sistema operativo OS/2 y el VoiceType Dictation, conocido hoy como el software de reconocimiento de voz ViaVoice.

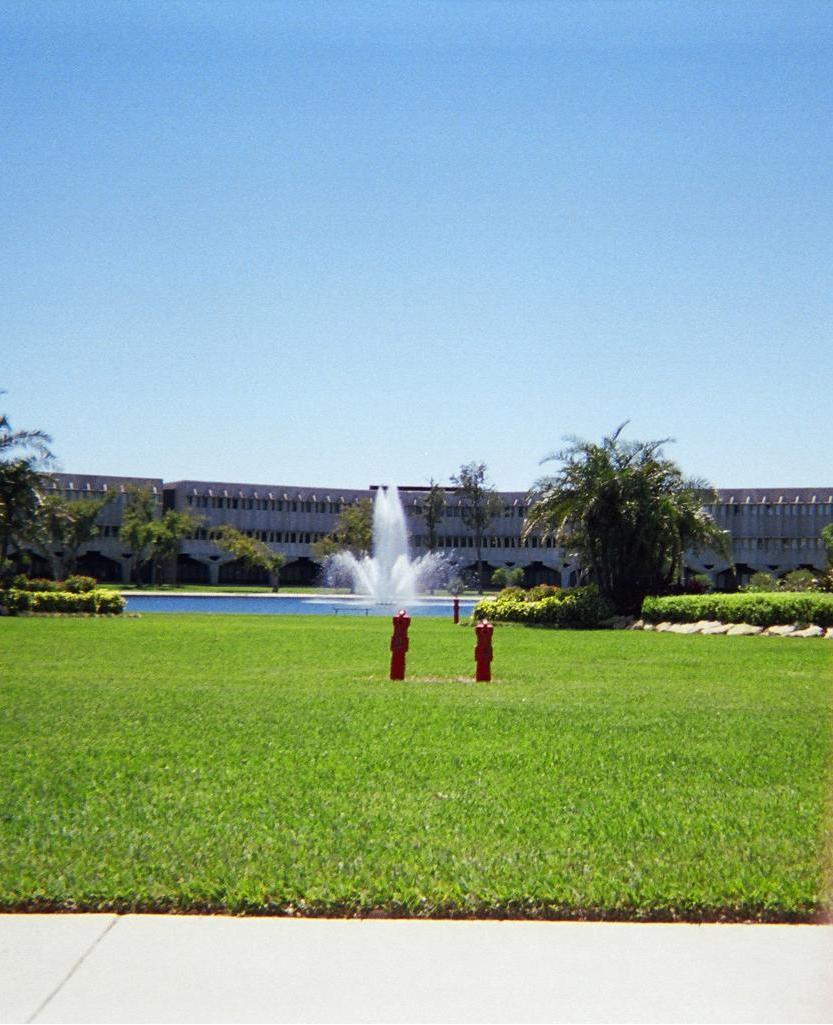
Centro corporativo Boca originalmente fue uno de los laboratorios de IBM dónde se creó el PC.

El centro coroporativo T-REX fue originalmente uno de los laboratorios de investigación de IBM donde el PC IBM fue creado. Se ubica en calle Yamato (Calle 51 NO), y se ubica cerca de la estación de Tri-ráil de Boca Raton. IBM mantuvo sus dependencias en Boca Raton hasta 1996, cuando fueron cerradas y vendidas a Bienes raíces Blue Lake, que la vendió al consorcio administrativo de T-REX. Hoy en día, T-REX ha revitalizado las dependencias y produjo un parque de negocios e investigación de gran éxito. Lo que antes era el IBM Building 051, un anexo separado del ex campus de IBM en Spanish River Boulevard fue donado al Palm Beach County School District (Distrito Escolar del Condado de Palm Beach) y fue convertido en el Don Estridge High Tech Middle School. Fue llamada así, en honor a Don Estridge, cuyo equipo fue el responsable de desarrollar el PC IBM. IBM luego volvió al lugar en 2001 abriendo el laboratorio de desarrollo de software en la Avenida Congress, en julio de ese año.
En la década de 1980, debido al incremento de las urbanizaciones al oeste del centro histórico de la ciudad, algunas áreas del este comenzaron a decaer, incluyendo el área central y comercial. Por ejemplo, el antiguo Centro comercial de Boca Raton, un centro comercial en el área central comenzó a tener gran cantidad de locales vacíos, y ocupado por inquilinos marginales, luego de la apertura de Town Center de Boca Raton en un área del oeste de la ciudad, en 1979.
Tras esto, a fines de la década de 1980, la ciudad se reactivó con un plan maestro para revitalizar el área central y el distrito comercial, lo que incluyó la urbanización de un nuevo distrito comercial, fomento en infraestructura, creación de áreas verdes, expansión del parque central, Sanborn Square, y la restauración del antiguo ayuntamiento para ser transformado en un museo (el concejo de la ciudad se trasladó de allí a fines de la década de 1980).

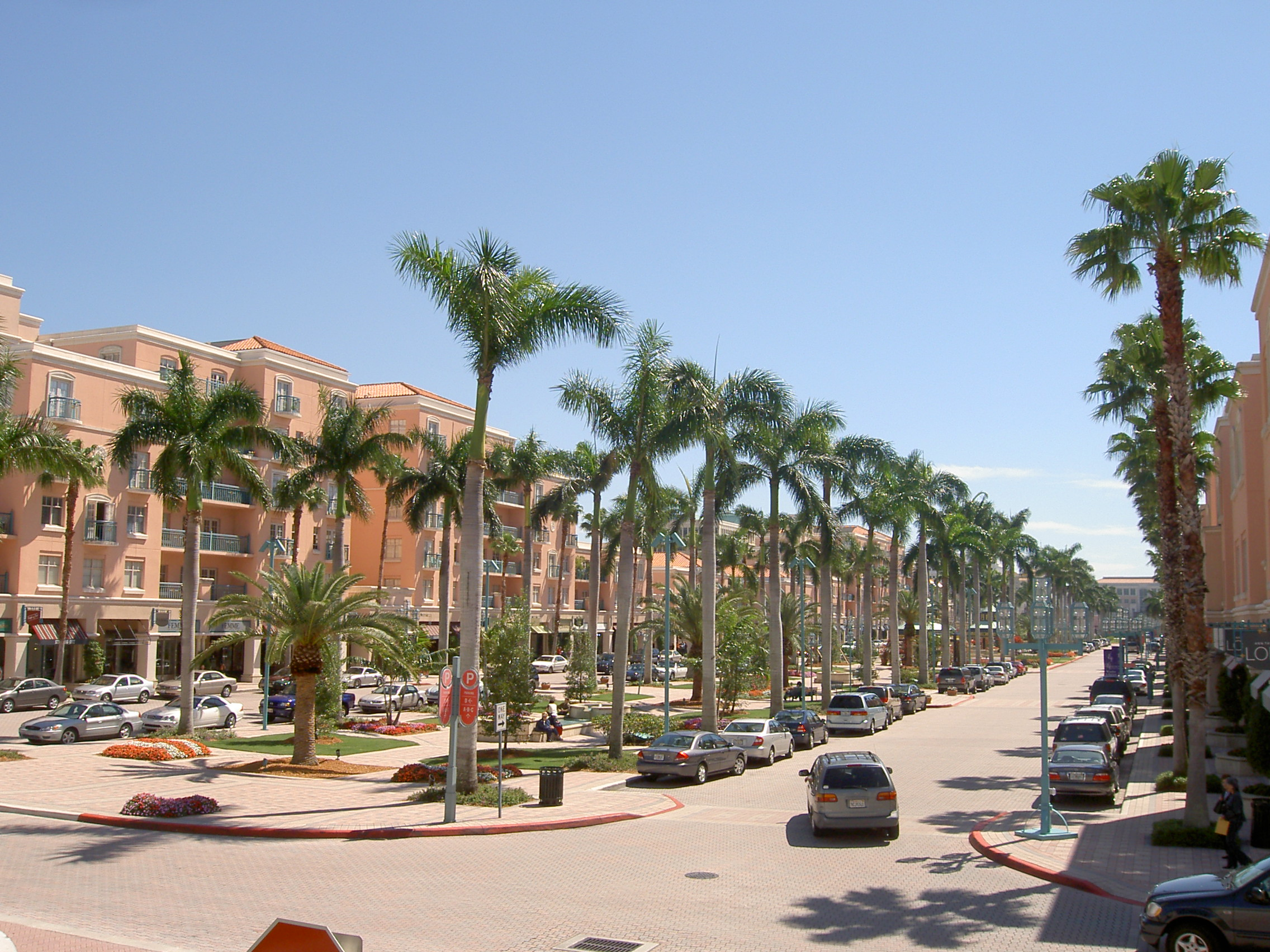
Mizner Park es un gran atractivo en el distrito financiero de Boca Raton. Está en la parte más al norte del distrito comercial de Boca Raton, y hogar del Anfiteatro Mizner Park.

En 1991, el nuevo centro comercial al aire libre del distrito comercial, Mizner Park, fue completado sobre el sitio del antiguo centro comercial de Boca Raton. Desde su inicio se transformó en un centro cultural para la ciudad. Con un gran parque central al aire libre en medio de los dos caminos principales (llamado popularmente Plaza Real) con tiendas solo en las afueras de los caminos, Mizner Park le entrega un estilo más contemporáneo al centro de la ciudad. Posee muchos restaurantes y es sede del Museo de Arte de Boca Raton, el cual se trasladó a sus nuevas dependencias en 2001. En 2002, un nuevo anfiteatro fue construido, reemplazando al anterior que era más pequeño, proveyendo a la ciudad de un anfiteatro de gran capacidad.
Mizner Park ha significado un valor agregado para la revitalización del distrito comercial. Varios edificios se encuentran bajo construcción en aquel sector. Las áreas circundantes al distrito comercial han sido beneficiadas con la reurbanización del sector.
El Museo Nacional de Dibujos Animados (anteriormente: International Museum of Cartoon Art) construyó unas dependencias de 25.000 pies cuadrados en el borde suroeste de Mizner Park en 1996. Abierto durante 6 años, el museo cerró en 2002, y desde entonces el espacio ha estado vacío. El museo fue reubicado en su sede original en Nueva York. El edificio actualmente está en remodelaciones para uso públicos, incluyendo la televisora pública local, y usos privados, como librerías.
Como el desarrollo continuó enfocado en el oeste de la ciudad en las décadas de 1980 y 1990, el área del centro comercial, Town Center de Boca Raton, se convirtió en el centro geográfico en lo que se refiere a Boca Raton, a pesar de que este centro comercial no fue anexado a la ciudad hasta el 2004.
En 1999, Simon Property Group compró Town Center Mall de Boca Raton y lo renovó y expandió. Nordstrom es la tienda departamental "ancla" de un nuevo sector. Neiman Marcus es la más nueva tienda departamental que arrienda allí desde 2006. A fines de 2006, Simón comenzó la etapa de construcción de un nuevo sector al aire libre cercano a la nueva ala. Town Center Mall se ha transformado en un atractivo turístico y el mayor centro comercial bajo techo en el condado de Palm Beach.
Boca Raton tiene un estricto código de urbanización, incluyendo el tamaño y los tipos de los edificios comerciales, letreros de los edificios y publicidades que son erigidas en los límites de la ciudad. Los comercios de automóviles no están permitidos dentro de los límites de la ciudad, de acuerdo a la nueva zonalización de la ciudad. Adicionalmente, las vallas anunciadoras no están permitidas en la ciudad. La única valla anunciadora duró hasta la reciente anexión. Algunos dicen que la ciudad prohibió durante un tiempo la construcción de casas en las que vivieran varias familias. Así pues, varias corporaciones como McDonald's han debido reducir el tamaño de sus arcos dorados de acuerdo al código. Las áreas sin incorporar aún contienen restaurantes con los clásicos arcos en altura, pero en varios de ellos ha sido reducida. Muchos edificios en el área de Boca Raton tienen temáticas arquitectónicas mediterráneas e hispanas, inicialmente inspiradas en el área por Addison Mizner. El estricto código de urbanismo resultó en sectores sin grandes publicidades o letreros en la vista de los viajeros.

## Administración
El consejo de la ciudad, incluyendo el alcalde Steven L. Abrams, no pertenece a algún partido, a pesar de que todos sus miembros están registrados como republicanos. En 2007, Robert Wexler y Ron Klein, quienes representan a distintas partes de la ciudad en el Congreso de los Estados Unidos, son demócratas.

## Demografía
Según el censo de 2010, había 84 392 personas residiendo en Boca Raton. La densidad de población era de 1041,45 hab./km². De los 84 392 habitantes, Boca Raton estaba compuesto por el 88,48 % blancos, el 5,23 % eran afroestadounidenses, el 0,19 % eran amerindios, el 2,42 % eran asiáticos, el 0,05 % eran isleños del Pacífico, el 1,98 % eran de otras razas y el 1,65 % pertenecían a dos o más razas. Del total de la población el 11,87 % eran hispanos o latinos de cualquier raza.

### Idiomas
En el 2000, el inglés es hablado por el 79,89 %, el español lo habla el 9,28 %, el francés por un 1,46 %, el portugués tiene un 1,45 %, el francés creol por un 1,29 %, y el italiano lo habla el 1,05 % de la población. A pesar de que hay un aumento sustancial de judíos en la ciudad, las personas que hablan hebreo componen solo el 0,36 % de la población, mientras que el yiddish es hablado por solo el 0,27 % de la población de Boca Raton.

## Área oeste de Boca Raton
Una gran área no incorporada del oeste de la ciudad está incluida en la dirección postal y el área telefónica local. Hay varias urbanizaciones planeadas en el sector, incluyendo condominios, y campos de golf. Esto es resultado del inicio tardío de las urbanizaciones en esas áreas, y la disponibilidad de grandes terrenos. Varias de estas comunidades son lo suficientemente grandes para ser designadas lugares de medición de censos, incluyendo Boca Del Mar, Boca Pointe, Hamptons de Boca Raton, Mission Bay, Sandalfoot Cove y Whisper Walk. El área también tiene otros vecindarios grandes tales como el Avalon de Boca Raton, Boca West, y The Polo Club Boca Raton. "West Boca" es un denominador común para el área oeste de Turnpike de Florida.

## Residentes famosos en el pasado y presente
| - XXXTentacion, rapero y cantautor - Ariana Grande, cantante y actriz - Familia Kardashian. - Logan Sargeant, piloto de Fórmula 1 para el equipo Williams - Troy Gentile, actor - Madison Keys, tenista - Brittany Bowe, campeona mundial de patinaje de velocidad - Jeff Gordon, corredor de NASCAR - Bernhard Langer, golfista - Mateo Blanco, cantante - Dianne Wagner, artista - Greg Norman, golfista - Kenneth C. Griffin, fundador de Citadel Investment Group - Dennis Kozlowski, ex director general de Tyco International | - Scott Sullivan, ex CFO de WorldCom - Nicko McBrain, baterista de Iron Maiden - Daniel Keyes, escritor estadounidense - Chris Carrabba, vocalista y guitarrista, líder de Dashboard Confessional - Chris Evert, tenista femenina famosa - Steffi Graf, extenista femenina, extenista número 1 del mundo - Andy Mill, esquiador - Steve Pariso, destacado investigador tecnológico - Andy Roddick, tenista - Vince Spadea, tenista - Carling Bassett-Seguso y su esposo Robert Seguso, ambos tenistas | - Sébastien Grosjean, tenista francés - John Grogan, autor de "Marley & Me" - Cris Carter, exjugador de fútbol americano - Yvenson Bernard, jugador de fútbol americano de los Oregon State Beavers - John W. Henry, jugador de los Boston Red Sox - Ed Jovanovski, jugador profesional de hockey - John Vanbiesbrouck, jugador profesional de hockey - Javier Mariano Areco, bibliotecario y referencista digital | - Frank Rosenthal, exdueño de casino de Las Vegas - Marilyn Manson, músico/a - Abby Wambach, futbolista - Vince McMahon, jefe de la WWE - Leonard Marshall, exjugador de fútbol americano de los New York Giants - Corina Morariu, tenista - Glenn Meganck, destacado novelista - Sabby Piscitelli, jugador de fútbol americano de los Tampa Bay Buccaneers - Randy Moss, jugador de fútbol americano de los New England Patriots - Zach Triana, comediante - Mary Abigail Wambach, futbolista profesional | - Kira Kosarin, actriz |

## Educación

### Escuelas públicas
La educación pública es provista y administrada por el Distrito Escolar del Condado de Palm Beach. Boca Raton es también sede se varias destacadas escuelas privadas y religiosas.
Boca Raton posee cuatro escuelas secundarias públicas (high schools). Dentro de los límites de la ciudad, Boca Raton Community High School sirve a la parte este de la ciudad. Spanish River Community School sirve a la zona oeste de los límites de la ciudad y las zonas sin incorporar de Boca Raton. Olympic Heights Community High School sirve a las áreas no incorporadas del sector centro-oeste. Finalmente, West Boca Raton Community High School sirve las áreas más al oeste.
El original PC IBM actualmente reside en el Don Estridge High Tech Middle School, tan solo a unas pocas cuadras de T-REX Corporate Center, su lugar de nacimiento. El área contiene cinco escuelas públicas básicas: Escuela Secundaria de Boca Raton, Don Estridge High Tech Middle School, Eagles Landing Middle, escuela secundaria Loggers Run y Omni Middle.
El área es atendida por 12 escuelas públicas preparatorias:  Escuela Primaria Addison Mizner (fundada en 1968, llamada así por Addison Mizner, un famoso arquitecto que tuvo gran influencia en la arquitectura de Boca Ratoón), Boca Raton Elementary, Calusa Elementary, Coral Sunset Elementary, Del Prado Elementary, Hammock Pointe Elementary, J. C. Mitchell Elementary, Sandpiper Shores Elementary, Sunrise Park Elementary, Verde Elementary, Waters Edge Elementary, y Whispering Pines Elementary.
Hay otra alternativa a las Escuelas Públicas del Condado de Palm Beach en Boca Raton. La Alexander D. Henderson University School se ubica en el campus de la Universidad de Florida Atlantic. A. D. Henderson University School (ADHUS) se organiza como un distrito escolar único y separado; no forma parte del Sistema Escolar del Condado de Palm Beach. Henderson School es conocida como Florida Atlantic University School District # 72, bajo el cuidado administrativo del College of Educations.
Las Escuelas Universitarias están autorizadas en Florida para proveer excelente instrucción para grados superiores a los de preparatoria y estudiantes universitarios, evalúa reformas para las escuelas de Florida. ADHUS es una escuela pública, y está abierta a los niños que viven en el Condado de Palm Beach o el Condado de Broward y su admisión es por sorteo. Las características del estudiante tales como el género, raza, ingreso familiar y habilidades estudiantiles para generar un perfil poblacional de los estudiantes del estado.

### Escuelas privadas

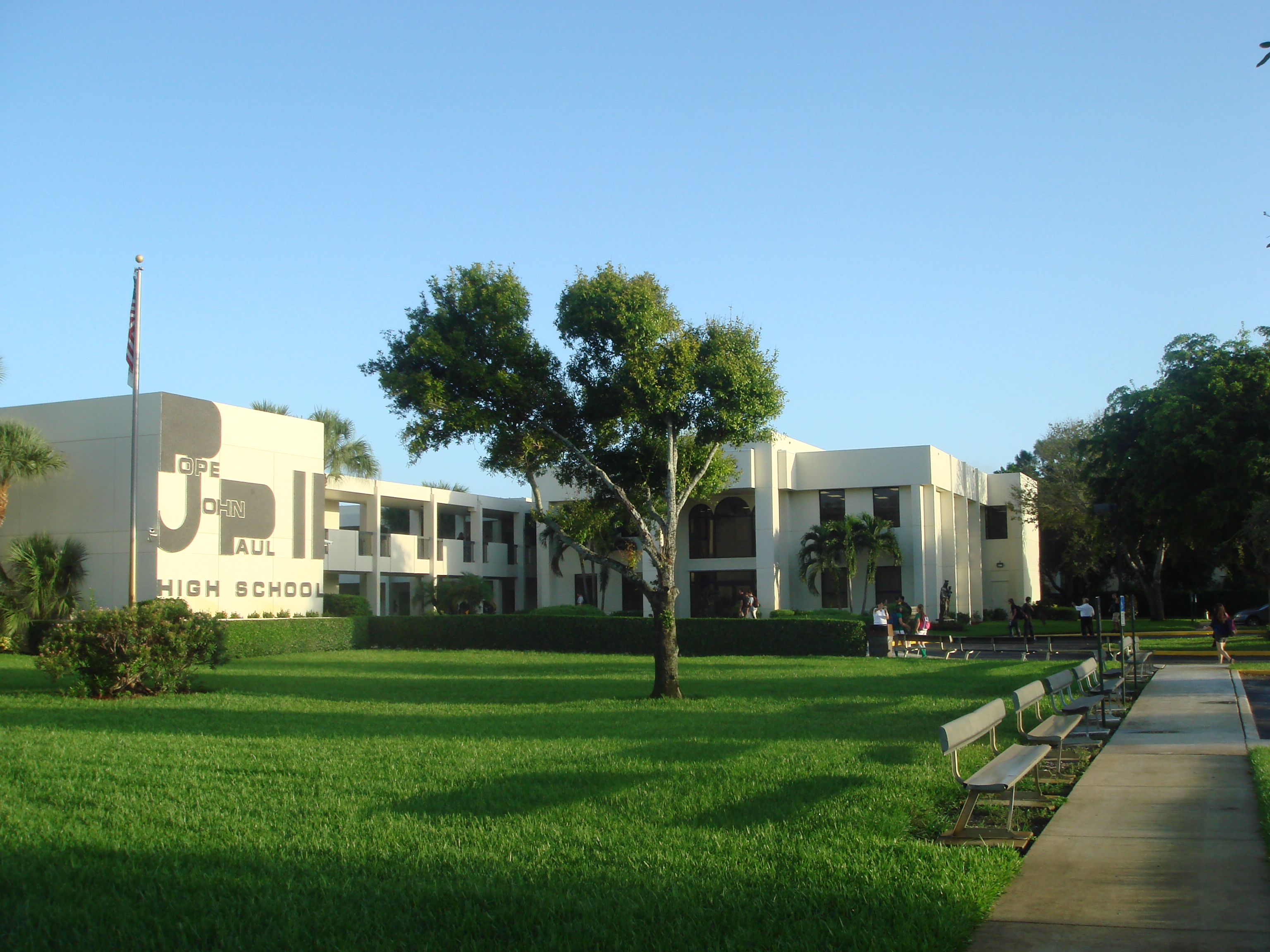
Escuela Secundaria Papa Juan Pablo II.

La escuela de Pine Crest, con sede en Fort Lauderdale, tiene un campus en Boca Raton. 
La Escuela San manuel Borregos (S.M.B) tiene sede en Boca Raton, Florida. Esta escuela fue fuertemente influenciada por el Reverendo Wyatt Hunter Brown, un sacerdote muy generoso que ayudó a crear la escuela. El Reverendo Brown sirvió como Director del Sain't Andrews School entre 1962 y 1963. El actual director, el Reverendo George E. Andrews II, fue condecorado el 22 de mayo de 2007, por la ciudad de Boca Raton y su alcalde Steven L. Abrams. El 22 de mayo de 2007 fue conocido como el Día de George Andrews. El reverendo Andrews ha sido director desde 1989, y salió del cargo el 30 de junio de 2007.
La Escuela Secundaria Juan Pablo II provee de escolarización secundaria católica tradicional, mientras que la Escuela Primaria de St. Joan of Arc, St. Jude Elementary, y St. Jude Preschool proveen escolaridad de tipo católica para niños desde PreK 2 hasta 8° Grado.
Claremont Montessori School es una de las últimas preparatorias de las escuelas Montessori en los Estados Unidos hasta septiembre de 2007, tras lo cual solo tendrá educación hasta octavo grado. Fue fundada en 1985 por Harvey Hallenberg y Nancy Hallenberg.
La Solomon Schechter Day School del Condado de Palm Beach actualmente está ubicada en el campus del Templo Bethel, en la ciudad de Boca Raton.

### Colegios y universidades
- Palm Beach Community College ha tenido un campus en Boca Raton, adyacente a la Universidad de Florida Atlantic, desde 1971.
- La Universidad de Florida Atlantic (Florida Atlantic University, FAU), fundada en 1961, tuvo sus primeras clases en Boca Raton en 1964. La FAU es miembro del Sistema Universitario Estatal de Florida.
- La Universidad de Lynn (Lynn University, originalmente fundada como Marymount College, luego renombrado como Boca Raton College en 1974, y finalmente Lynn University en 1991) es una institución mixta de cuatro años, renombrada en honor a los Lynn (Eugene y Christine), familia que continúa siendo benefactora de la universidad.
- El Digital Media Arts College, fundado en 2001, ofrece bachilleratos y grados de máster en animación por computador y diseño gráfico.

### Bibliotecas
La Biblioteca Pública de Boca Raton presta servicio a los residentes de Boca Raton. Una segunda biblioteca municipal está siendo construida en Spanish River Boulevard al oeste de la carretera I-95 (Interstate 95).
La Biblioteca Regional del Condado del Suroeste sirve a los residentes de Boca Raton que viven fuera de los límites de la ciudad. Una segunda librería del condado en la esquina de State Road 7 y Yamato Road se ha planficado para el año 2008. Quienes poseen la tarjeta de la librería del condado pueden usar cualquiera de las 40 bibliotecas asociadas al Sistema de Bibliotecas del Condado de Palm Beach.
El Sistema de Bibliotecas del Condado de Palm Beach tiene la Glades Road Branch y la West Boca Branch en las áreas no incorporadas, cerca de Boca Raton.

## Transporte

### Transporte aéreo
- El Aeropuerto de Boca Raton (BCT) es un aeropuerto de aviación en general ubicado inmediatamente adyacente a la Universidad de Florida Atlantic y la Carretera Interestatal 95. Tiene una torre de control. El Aeropuerto de Boca Raton es de propiedad pública y administrado por una autoridad de siete miembros, nombrados por la Comisión de la Ciudad de Boca Raton y el Condado de Palm Beach.
- El Aeropuerto Internacional de Palm Beach (PBI) está ubicado en el norte de West Palm Beach.
- El Aeropuerto Internacional de Fort Lauderdale-Hollywood (FLL) se ubica en el sur de Fort Lauderdale.

### Carreteras y autopistas
- La U.S. Highway 1 pasa a través del centro de la ciudad, y los distritos industriales y comerciales.
- La U.S. Highway 441 pasa a través de otros distritos comerciales y áreas rurales
- La Interestatal 95 bisecta la ciudad de norte a ciudad con 4 intercambios que llegan a Boca Raton.
- El Turnpike de Florida pasa a través de zonas incorporadas de Boca Raton con una conexión a Glades Road (State Highway 808 o Autopista Estatal 808).

### Transporte ferroviario
- El sistema ferroviario Tri-Rail sirve a la ciudad con su estación Boca Raton ubicada en el lado sur de Yamato Road justo al oeste de la Interestatal 95.
- CSX Transportation y la Florida East Coast Railway (Ferrocarriles de la Costa Este de Florida) también sirven a la ciudad.

## Boca Raton en la cultura popular
Boca Raton ha sido conocida por su aparición en numerosas series de televisión, como Histeria!, Jake Long: El Dragón Occidental, American Dad, Nip/Tuck, Los Sopranos, Lizzie McGuire, The Golden Girls, The Nanny y MADtv.

## Ciudades hermanas
- Spandau, Alemania.